# 22356 Feyerabend
22356 Feyerabend è un asteroide della fascia principale. Scoperto nel 1992, presenta un'orbita caratterizzata da un semiasse maggiore pari a 2,3396180 UA e da un'eccentricità di 0,0740983, inclinata di 2,02515° rispetto all'eclittica.